# Thorshane
Thorshanen (Phalaropus fulicaria) er en lille svømmesneppe. Fuglen yngler i arktiske regioner i Nordamerika og Eurasien. Thorshanen har længde på 20-22 cm og vejer 40-80 g. Thorshanen har omvendte kønsroller, hunnerne er de mest farvestrålende og det er hannerne der udruger æggene. Sjælden gæst i Danmark især om efteråret og tidlig vinter i forbindelse med storme fra vest.
- Thorshane i Ystad 2009.
- Thorshanens æg.